# Hrabstwo Ferry
Hrabstwo Ferry (ang. Ferry County) – hrabstwo w stanie Waszyngton w Stanach Zjednoczonych. Hrabstwo zajmuje powierzchnię całkowitą 2257,46 mil² (5846,79 km²). Według szacunków United States Census Bureau w roku 2009 miało 7520 mieszkańców. Jego siedzibą jest Republic.
Hrabstwo zostało wydzielone z terytorium hrabstwa Stevens 21 lutego 1899 r. Nazwa pochodzi od nazwiska Elishy P. Ferry’ego – pierwszego gubernatora stanu Waszyngton.

## Miasta
- Republic

## CDP
- Barney’s Junction
- Barstow
- Boyds
- Curlew
- Curlew Lake
- Danville
- Inchelium
- Keller
- Laurier
- Malo
- Orient
- Pine Grove
- Torboy
- Twin Lakes